# Torgueda
Torgueda ist eine Gemeinde (Freguesia) im portugiesischen Kreis Vila Real. In ihr leben 1234 Einwohner (Stand 19. April 2021).